# Cocoliztli
Cocoliztli was een ziekte die de 16e eeuw huishield in Nieuw-Spanje, het huidige Mexico. Er waren twee epidemieën, in 1545-1548 en in 1576-1578. Over welke ziekte het gaat, bestaat geen eensgezindheid en er is ook wel gespeculeerd dat cocoliztli een inheems-Amerikaanse ziekte zou kunnen zijn.
Schattingen van het bevolkingsaantal van het Azteekse rijk voor de Spaanse inval gaan tot 25 miljoen Azteken. In 1520 brak voor het eerst een pokken-epidemie uit, die leidde tot de dood van miljoenen mensen. In 1530 werd deze gevolgd door een epidemie van mazelen. In de decennia die volgden na de Spaanse invasie werd er ook melding gemaakt van een groot aantal griep- en buiktyfusgevallen onder de plaatselijke bevolking. De eerste cocoliztli-epidemie bleek echter nog veel erger huis te houden, tussen 1545 en 1548 kostte deze epidemie tien tot vijftien miljoen levens. De tweede cocoliztli-epidemie tussen 1576 en 1578 eiste nog eens twee miljoen levens. In het jaar 1600 was de inheemse bevolking teruggelopen tot ongeveer 2 miljoen.
Het woord cocoliztli komt uit het Nahuatl, en wordt in die taal gebruikt om een breed scala aan ziektes te beschrijven. De twee grote epidemieën van de 16e eeuw worden in de manuscripten omschreven als hueyi cocoliztli, wat zoiets betekent als "grote ziekte-uitbraak". Nog steeds worden in Centraal-Mexico (infectie)ziektes vaak met cocoliste aangeduid. De meeste auteurs gaan ervan uit dat het bij de cocoliztli-uitbraken uit de 16e eeuw gaat om buiktyfus, pest, mazelen, hanta of opnieuw pokken. Ook is het mogelijk dat het bij de verschillende uitbraken om verschillende ziektes ging. 
De Mexicaanse epidemioloog Rodolfo Acuña-Soto heeft recent echter geopperd dat het hier om een inheemse, door een virus veroorzaakte ziekte, ging die ebola-achtige symptomen veroorzaakte. Niet iedereen is het hier echter mee eens. Het Cocolitzli-virus zou volgens Acuña Soto verspreid worden door knaagdieren. Rond het jaar 1521 was een periode van extreme droogte (sommige bronnen maken melding van de ergste droogte in 500 jaar), gevolgd door een erg nat jaar. Als belangrijke oorzaak voor de droogte wordt El Niño genoemd. Hierdoor konden de knaagdieren zich exponentieel vermenigvuldigen. Deze konden dan de Azteekse bevolking besmetten. De Spanjaarden introduceerden ook nieuwe gewoonten na hun inval, bijvoorbeeld het telen van graan. Op deze boerderijen werkten vaak Azteekse boeren. De boerderijen trokken knaagdieren aan en o.a. zo werden meer Azteken besmet, door de zeer grote knaagdierpopulatie op dat tijdstip. Door de verzwakking van het Azteekse rijk door dit virus en secundaire oorzaken zoals ziekten uit de oude wereld, zouden de Spanjaarden dan door sluw te werk te zijn gegaan het Azteekse rijk te gronde hebben kunnen richten.
Indien de epidemieën inderdaad door het Cocolitzli-virus of verwante vormen werden veroorzaakt, kan het vandaag nog sluimeren in vectoren, zoals knaagdieren. Als de condities het weer toelaten is het niet uitgesloten dat een gelijkaardige uitbraak van het virus opnieuw zou kunnen plaatsvinden. Gezien het grote transportnetwerk dat vandaag bestaat (waarvan het vliegtuig het belangrijkste is), kan een virus zich vandaag de dag bovendien snel over de wereld verspreiden. Dit zou mogelijk tot een pandemie kunnen leiden. 